# Berisso
Berisso är en ort och kommun (partido) i Argentina. Den ligger i provinsen Buenos Aires, i den östra delen av landet, 50 kilometer sydost om huvudstaden Buenos Aires. Berisso ligger vid kusten mot Atlanten, och är en nordostlig förort till La Plata. Folkmängden uppgår till cirka 90 000 invånare.

## Geografi
Berisso ligger 5 meter över havet. Terrängen runt Berisso är mycket platt. Runt Berisso är det tätbefolkat, med 591 invånare per kvadratkilometer.. Närmaste större samhälle är La Plata, 8,4 kilometer sydväst om Berisso. Trakten runt Berisso består till största delen av jordbruksmark.